# Agathia samuelsoni
Agathia samuelsoni är en fjärilsart som beskrevs av Inoue 1964. Agathia samuelsoni ingår i släktet Agathia och familjen mätare. Inga underarter finns listade i Catalogue of Life.